# Coupe COSAFA 2013
Navigation
2009 2016
La Coupe COSAFA 2013 est la quatorzième édition de cette compétition organisée par la COSAFA. Elle se déroule en Zambie en juillet 2013. La compétition est remportée par la Zambie, qui bat en finale le Zimbabwe, tenant du titre.

## Participants
Les Comores et Madagascar, membres de la COSAFA, ne prennent pas part à la compétition, tandis que le Kenya et la Tanzanie, membres de la CECAFA, sont invités.
En mai 2013, la Tanzanie déclare forfait et est remplacée par la Guinée équatoriale, qui déclare elle-même forfait en juin 2013.
| Nation         | Classement FIFA | Débute                       |
| -------------- | --------------- | ---------------------------- |
| Zambie         | 45              | Directement en 1/4 de finale |
| Afrique du Sud | 62              | Directement en 1/4 de finale |
| Angola         | 94              | Directement en 1/4 de finale |
| Zimbabwe       | 101             | Directement en 1/4 de finale |
| Mozambique     | 106             | Directement en 1/4 de finale |
| Malawi         | 109             | Directement en 1/4 de finale |
| Kenya          | 122             | En phase de groupe           |
| Botswana       | 122             | En phase de groupe           |
| Namibie        | 125             | En phase de groupe           |
| Lesotho        | 156             | En phase de groupe           |
| Eswatini       | 183             | En phase de groupe           |
| Maurice        | 189             | En phase de groupe           |
| Seychelles     | 199             | En phase de groupe           |

## Phase de groupe
Les vainqueurs de chaque groupe se qualifient pour la phase finale.

### Groupe A
Les matchs ont lieu du 6 juillet au 10 juillet.
| Rang | Équipe     | Pts | J | G | N | P | Bp | Bc | Diff |  | Résultats (▼ dom., ► ext.) |  |     |     |
| ---- | ---------- | --- | - | - | - | - | -- | -- | ---- |  | -------------------------- |  | --- | --- |
| 1    | Namibie    | 6   | 2 | 2 | 0 | 0 | 6  | 3  | +3   |  | Namibie                    |  | 2-1 | 4-2 |
| 2    | Maurice    | 3   | 2 | 1 | 0 | 1 | 5  | 2  | +3   |  | Maurice                    |  |     | 4-0 |
| 3    | Seychelles | 0   | 2 | 0 | 0 | 2 | 2  | 8  | -6   |  | Seychelles                 |  |     |     |

### Groupe B
Les matchs ont lieu du 7 juillet au 11 juillet.
| Rang | Équipe    | Pts | J | G | N | P | Bp | Bc | Diff |  | Résultats (▼ dom., ► ext.) |  |     |     |     |
| ---- | --------- | --- | - | - | - | - | -- | -- | ---- |  | -------------------------- |  | --- | --- | --- |
| 1    | Lesotho   | 5   | 3 | 1 | 2 | 0 | 7  | 5  | +2   |  | Lesotho                    |  | 3-3 | 2-2 | 2-0 |
| 2    | Botswana  | 5   | 3 | 1 | 2 | 0 | 5  | 4  | +1   |  | Botswana                   |  |     | 2-1 | 0-0 |
| 3    | Kenya     | 4   | 3 | 1 | 1 | 1 | 5  | 4  | +1   |  | Kenya                      |  |     |     | 2-0 |
| 4    | Swaziland | 1   | 3 | 0 | 1 | 2 | 0  | 4  | -4   |  | Swaziland                  |  |     |     |     |

## Phase finale
|  | Quarts de finale    | Quarts de finale    | Quarts de finale    | Quarts de finale    |                |                | Demi-finales       | Demi-finales       | Demi-finales                  | Demi-finales                  |                               |                               | Finale             | Finale             | Finale             | Finale             |
|  |                     |                     |                     |                     |                |                |                    |                    |                               |                               |                               |                               |                    |                    |                    |                    |
|  | 13 juillet à Lusaka | 13 juillet à Lusaka | 13 juillet à Lusaka | 13 juillet à Lusaka |                |                | 17 juillet à Ndola | 17 juillet à Ndola | 17 juillet à Ndola            | 17 juillet à Ndola            |                               |                               | 20 juillet à Ndola | 20 juillet à Ndola | 20 juillet à Ndola | 20 juillet à Ndola |
|  | 13 juillet à Lusaka | 13 juillet à Lusaka | 13 juillet à Lusaka | 13 juillet à Lusaka |                |                | 17 juillet à Ndola | 17 juillet à Ndola | 17 juillet à Ndola            | 17 juillet à Ndola            |                               |                               | 20 juillet à Ndola | 20 juillet à Ndola | 20 juillet à Ndola | 20 juillet à Ndola |
|  | Zimbabwe tab        | Zimbabwe tab        | 1 (3)               | 1 (3)               |                |                | 17 juillet à Ndola | 17 juillet à Ndola | 17 juillet à Ndola            | 17 juillet à Ndola            |                               |                               | 20 juillet à Ndola | 20 juillet à Ndola | 20 juillet à Ndola | 20 juillet à Ndola |
|  | Zimbabwe tab        | Zimbabwe tab        | 1 (3)               | 1 (3)               |                |                | 17 juillet à Ndola | 17 juillet à Ndola | 17 juillet à Ndola            | 17 juillet à Ndola            |                               |                               | 20 juillet à Ndola | 20 juillet à Ndola | 20 juillet à Ndola | 20 juillet à Ndola |
|  | Malawi              | Malawi              | 1 (1)               | 1 (1)               |                |                | 17 juillet à Ndola | 17 juillet à Ndola | 17 juillet à Ndola            | 17 juillet à Ndola            |                               |                               | 20 juillet à Ndola | 20 juillet à Ndola | 20 juillet à Ndola | 20 juillet à Ndola |
|  | Malawi              | Malawi              | 1 (1)               | 1 (1)               | Zimbabwe       | Zimbabwe       | 2                  | 2                  |                               |                               |                               |                               | 20 juillet à Ndola | 20 juillet à Ndola | 20 juillet à Ndola | 20 juillet à Ndola |
|  | 14 juillet à Kabwe  |                     |                     |                     | Zimbabwe       | Zimbabwe       | 2                  | 2                  |                               |                               |                               |                               | 20 juillet à Ndola | 20 juillet à Ndola | 20 juillet à Ndola | 20 juillet à Ndola |
|  |                     |                     | Lesotho             | Lesotho             | 1              | 1              |                    |                    |                               |                               |                               |                               | 20 juillet à Ndola | 20 juillet à Ndola | 20 juillet à Ndola | 20 juillet à Ndola |
|  | Angola              | Angola              | Lesotho             | Lesotho             | 1              | 1              | 1 (3)              | 1 (3)              |                               |                               |                               |                               | 20 juillet à Ndola | 20 juillet à Ndola | 20 juillet à Ndola | 20 juillet à Ndola |
|  | Angola              | Angola              | 17 juillet à Ndola  |                     |                |                | 1 (3)              | 1 (3)              |                               |                               |                               |                               | 20 juillet à Ndola | 20 juillet à Ndola | 20 juillet à Ndola | 20 juillet à Ndola |
|  | Lesotho tab         | Lesotho tab         | 1 (5)               | 1 (5)               |                |                |                    |                    |                               |                               |                               |                               | 20 juillet à Ndola | 20 juillet à Ndola | 20 juillet à Ndola | 20 juillet à Ndola |
|  | Lesotho tab         | Lesotho tab         | 1 (5)               | 1 (5)               | Zimbabwe       | Zimbabwe       | 0                  | 0                  |                               |                               |                               |                               |                    |                    |                    |                    |
|  | 13 juillet à Lusaka |                     |                     |                     | Zimbabwe       | Zimbabwe       | 0                  | 0                  |                               |                               |                               |                               |                    |                    |                    |                    |
|  |                     |                     | Zambie              | Zambie              | 2              | 2              |                    |                    |                               |                               |                               |                               |                    |                    |                    |                    |
|  | Afrique du Sud      | Afrique du Sud      | Zambie              | Zambie              | 2              | 2              | 2                  | 2                  |                               |                               |                               |                               |                    |                    |                    |                    |
|  | Afrique du Sud      | Afrique du Sud      |                     |                     |                |                |                    |                    |                               |                               |                               |                               |                    |                    |                    |                    |
|  | Namibie             | Namibie             | 1                   | 1                   |                |                |                    |                    |                               |                               |                               |                               |                    |                    |                    |                    |
|  | Namibie             | Namibie             | 1                   | 1                   | Afrique du Sud | Afrique du Sud | 0 (3)              | 0 (3)              | Match pour la troisième place | Match pour la troisième place | Match pour la troisième place | Match pour la troisième place |                    |                    |                    |                    |
|  | 14 juillet à Kabwe  |                     |                     |                     | Afrique du Sud | Afrique du Sud | 0 (3)              | 0 (3)              | Match pour la troisième place | Match pour la troisième place | Match pour la troisième place | Match pour la troisième place |                    |                    |                    |                    |
|  |                     |                     | Zambie tab          | Zambie tab          | 0 (5)          | 0 (5)          |                    |                    | 20 juillet à Ndola            | 20 juillet à Ndola            | 20 juillet à Ndola            | 20 juillet à Ndola            |                    |                    |                    |                    |
|  | Zambie              | Zambie              | Zambie tab          | Zambie tab          | 0 (5)          | 0 (5)          | 3                  | 3                  | 20 juillet à Ndola            | 20 juillet à Ndola            | 20 juillet à Ndola            | 20 juillet à Ndola            |                    |                    |                    |                    |
|  | Zambie              | Zambie              |                     |                     |                |                |                    | 3                  |                               |                               | Lesotho                       | Lesotho                       | 1                  | 1                  |                    |                    |
|  | Mozambique          | Mozambique          | 1                   | 1                   |                |                |                    |                    |                               |                               | Lesotho                       | Lesotho                       | 1                  | 1                  |                    |                    |
|  | Mozambique          | Mozambique          | 1                   | 1                   | Afrique du Sud | Afrique du Sud | 2                  | 2                  |                               |                               |                               |                               |                    |                    |                    |                    |
|  |                     |                     |                     |                     |                |                |                    |                    |                               |                               |                               |                               |                    |                    |                    |                    |

| Vainqueur de la Coupe COSAFA 2013 : Zambie Quatrième titre |